# АЭС Филиппсбург
Атомная электростанция Филиппсбург (нем. Kernkraftwerk Philippsburg) — бывшая атомная электростанция в Германии максимальной общей мощностью 2394 МВт. Начала работу в 1979 году, с апреля 1985 работало два реактора. В марте 2011 года было решено остановить первый реактор. Мощность первого блока составляла 926 MВт, второго энергоблока составляла 1468 МВт.  Демонтаж станции начался в январе 2020 года и продлится 10-15 лет.
АЭС находится в районе Карлсруэ около города Филиппсбург. Владелец АЭС — EnBW Kernkraft GmbH. 
31 декабря 2019 года в 19.00 был окончательно остановлен второй реактор. Тем самым эксплуатация станции была прекращена, в стране осталось лишь 6 действующих АЭС. В январе 2020 года начался демонтаж. В мае 2020 года были разрушены две охлаждающие башни.

## Данные энергоблоков
АЭС имела два энергоблока класса BWR:
| Энергоблок             | Тип реактора | Нетто- мощность | Брутто- мощность | Начало строительства | Синхронизация с электросетью | Коммерческая эксплуатация | Закрытие      |
| ---------------------- | ------------ | --------------- | ---------------- | -------------------- | ---------------------------- | ------------------------- | ------------- |
| Philippsburg-1 (KKP 1) | BWR          | 890 MВт         | 926 MВт          | 01.10.1970           | 05.05.1979                   | 26.03.1980                | 2011 г.       |
| Philippsburg-2 (KKP 2) | PWR          | 1392 MВт        | 1468 MВт         | 07.07.1977           | 17.12.1984                   | 18.04.1985                | 31.12.2019 г. |